# Wilhelm Koppers
Wilhelm Koppers, född 8 februari 1886 i Menzeln vid Xanten, död 23 januari 1961 i Wien, österrikisk etnolog och antropolog.

## Yrkesverksamhet
Koppers vistades länge bland Eldslandets invånare och utgav arbeten om dem och i allmänna etnologiska frågor. Sedan 1913 var Koppers Wilhelm Schmidts närmaste medarbetare samt initierad i Societas Verbi Divini. Pater Koppers utgav tidskriften Anthropos, knuten till kulturkretsläran. 

### Den indogermanska och germanska frågan
Främsta bidraget till företåelse av indoeuropeisk religion ur denna kunskapstradition blev en antologi, utgiven 1936 med titeln Die Indogermanen- und Germanenfrage: Neue Wege zur ihrer Lösung. Antologin var utformad som svar på en tidigare antologi med den snarlika titeln Germanen und Indogermanen: Volkstum, Spreche, Kultur - ett verk med nazistiska förtecken och som hade publicerats några månader tidigare. 
Axelmakterna Berlin-Rom" proklamerades 1936 och därmed förlorade den austrofascistiska regimen Mussolinis stöd. Inget stod längre i vägen för att förvandla Österreich till Ostmark, dvs. för en tysk nazistisk annexion av landet. Frågan om vem som är indogerman, german och tysk, vad dessa identiteter innebär och hur deras historia såg ut var med andra ord akut. Arkeologerna Alfons Nehring och Gordon Childe medverkade i Koppers antologi.

## Publikationer
- Die Feuerland-Indianer (1924)
- Der Mensch aller Zeiten: Natur und Kultur der Völker der Erde del 3. (1925) Medförfattare
- Festschrift Publication d'hommage offerte au P. W. Schmidt: 76 sprachwissenschaftliche, ethnologische, religionwissenschaftliche, prähistorische und andere Studien. (1928) Utgivare.
- Die Indogermanenfrage im Lichte der historischen Völkerkunde (1935)
- Die Indogermanen- und Germanenfrage: neue Wege zu ihrer Lösung (1936, red)
- Geheimnisse des Dscgungels: eine Forschungsreise zu den Primitivstämmen Zentral-Indiens. (1938-39)
- Die Bhil in Zentralindien (1948)
- Der Urmensch und sein Weltbild (1949)